# Жежерін Борис Петрович
Бори́с Петро́вич Жеже́рін (14 [27] липня 1912, Київ, Київська губернія, Російська імперія — 1 березня 2006, Київ, Україна) — український радянський архітектор, лауреат Державної премії УРСР по архітектурі (1990), заслужений архітектор України (1975), почесний член Академії архітектури України (1994).

## Біографія
Борис Жежерін народився в Києві в родині інспектора народних училищ Полтавської губернії надвірного радника Бориса Степановича Жежеріна та його дружини Ольги Володимирівни. Його дід з боку матері, Володимир Сонін, був автором розписів Троїцької надбрамної церкви Києво-Печерської лаври та Георгіївської церкви у Києві (зруйнована).
У 1937 році закінчив архітектурний факультет Київського інженерно-будівельного інституту (керівник — В. Г. Заболотний). У 1936—1937 роках під керівництвом архітектора Сергія Григор'єва брав участь у спорудженні будівлі штабу Київського особливого військового округу по вулиці Орджонікідзе, 11 (з 1991 року — будівля Адміністрації Президента України, вул. Банкова, 11). У 1937 році був заарештований та засуджений на 5 років ув'язнення за антирадянську агітацію та пропаганду, звільнений 1942 року. Реабілітований у середині 1950-х років.
У 1943 році добровольцем пішов на фронт, брав участь у боях Німецько-радянської війни на Курській дузі та у визволенні України. Отримав важке поранення, внаслідок чого був демобілізований, 1944 року повернувся до Києва. Інвалід II групи.
У 1944—1986 роках працював у інституті «Діпромісто» архітектором-автором, головним архітектором проєкту, керівником архітектурно-планувальної майстерні № 4. Є автором проєктів відбудови Житомира, Коростеня, шахтних міст Донбасу, типових проєктів житлових та громадських будинків (1944—1946). Автор проєкту середньої школи № 48 по вулиці Свердлова (1951), головного корпусу державної дачі в Кончі-Заспі, Головного павільйону ВДНГ УРСР (1951—1957), павільйонів «Будівництво» (1957—1958), «Товари народного споживання» (1970—1971), готелю «Золотий колос» по проспекту 40-річчя Жовтня, 95 у Києві.
У 1956—1987 роках очолював проєктування театральних споруд в Україні. Автор будівель театру опери та балету у Дніпропетровську, музично-драматичних театрів у Житомирі, Ужгороді, Сімферополі, Івано-Франковську, Полтаві, Рівному, Луцьку, Херсоні, Маріуполі, Хмельницькому та ін.

Могила Бориса Жежеріна та його дружини, Байкове кладовище

Є автором-керівником проєкту реконструкції будівлі Київського академічного театру опери і балету. Під час реконструкції була здійснена перебудова внутрішньої структури театру, надбудова поверху та сценічної коробки, створений підземний поверх, проведене переобладнання та реставрація театральних приміщень, побудований новий корпус театру по вулиці Лисенка, реконструйовано Театральну площу (1985—1987). Цю роботу у 1990 році було відзначено Державною премією УРСР по архітектурі.
Разом з сином архітектором Вадимом Жежеріним є автором проєкту станції «Золоті ворота» Київського метрополітену (1989), проєкт у 1991 році був відзначений Державною премією УРСР.
Помер на 94-му році життя у Києві 1 березня 2006 року. Похований разом з дружиною на Байковому кладовищі (ділянка № 49а).

## Сім'я
- Дружина — Лідія Олександрівна Гусєва (1918—2008) — архітектор, керівник архітектурно-планувальної майстерні № 2 інституту «Діпромісто» (1944—1979), керівник проєктів будівництва міста Вараша (тоді Кузнецовськ), мікрорайону «Український» у зруйнованому землетрусом Ташкенті, житлових будинків № 24, 24-а по вулиці Січневого повстання (нинішня адреса — Лаврська вулиця, 4, 4-а), № 129—131 по Червоноармійській вулиці (нині — Велика Васильківська), № 34-а по вулиці Кірова (нині — Михайла Грушевського) у Києві та ін.
  - Син — Вадим Борисович Жежерін, двічі лауреат Державної премії України в галузі архітектури (1991, 1998), народний архітектор України (2004).

## Участь у конкурсах
- Конкурс на відбудову Хрещатика (разом з архітекторами А. В. Добровольським, Й. Ю. Каракісом, Я. А. Штейнбергом, 1946 рік)

## Проєкти

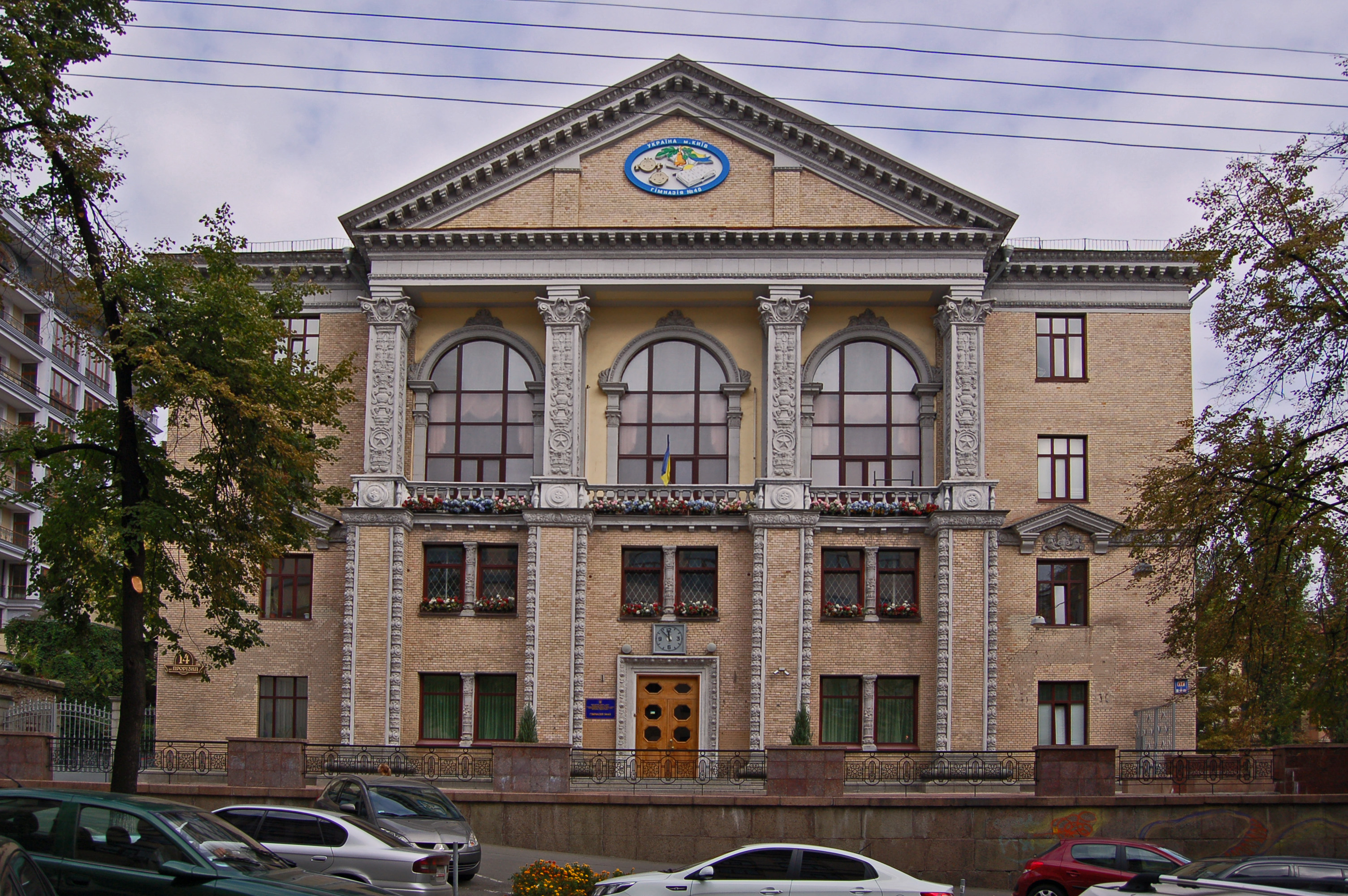
школа № 48 в Києві (у співавторстві з С. Авербахом)

- Адміністрація Президента України на Банковій вулиці (як помічник архітектора Сергія Григор'єва) (1930-ті).
- Школа № 48 (на вул. Прорізній) у Києві (1951, прив'язка типового проєкту).
- Реконструкція Оперного театру та Театральної площі у Києві (1980-ті)[6].
- Головний павільйон ВДНГ (Національного експоцентру Україна) у Києві[7].
- Станція метро «Золоті ворота» в Києві (1989).
- Оперний театр в Дніпрі (1974).
- Музично-драматичний театр у Житомирі (1966)[8].
- Будівлі театрів в Ужгороді, Сімферополі, Івано-Франківську та ін.
- Санаторій «Конча-Заспа» на Київщині.

## Зображення

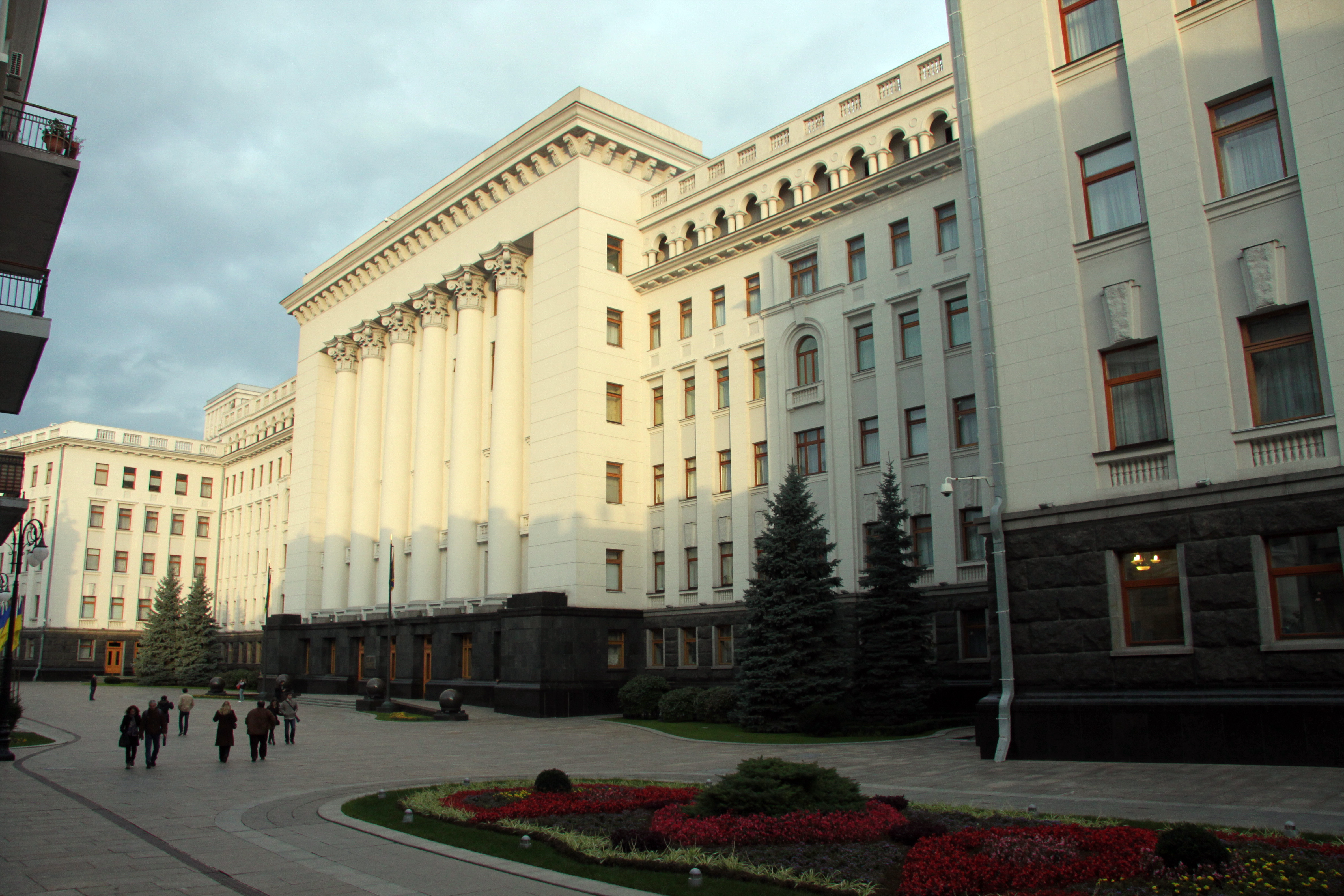
Будівля Адміністрації Президента України в Києві
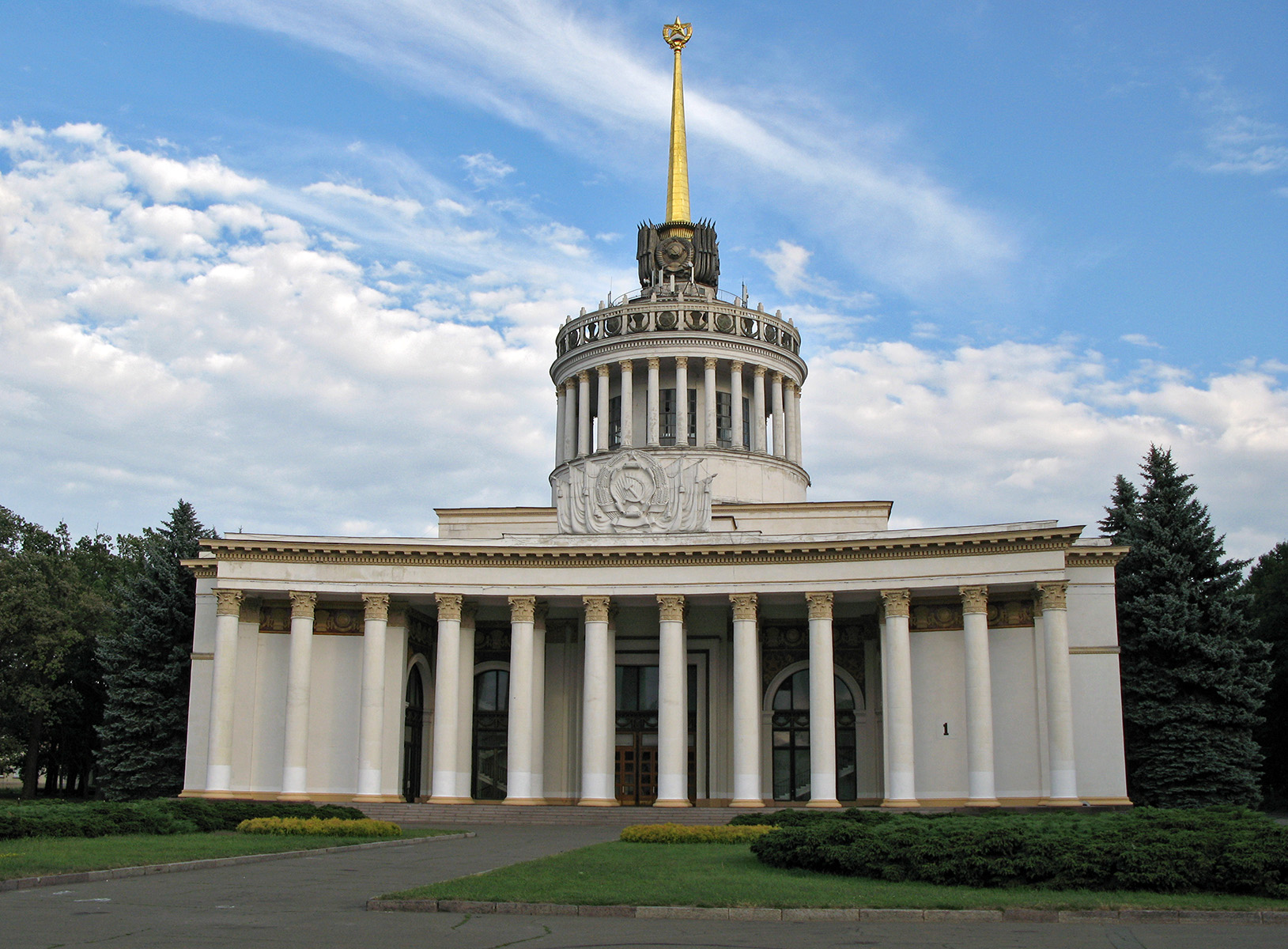
Головний павільйон Національного експоцентру України
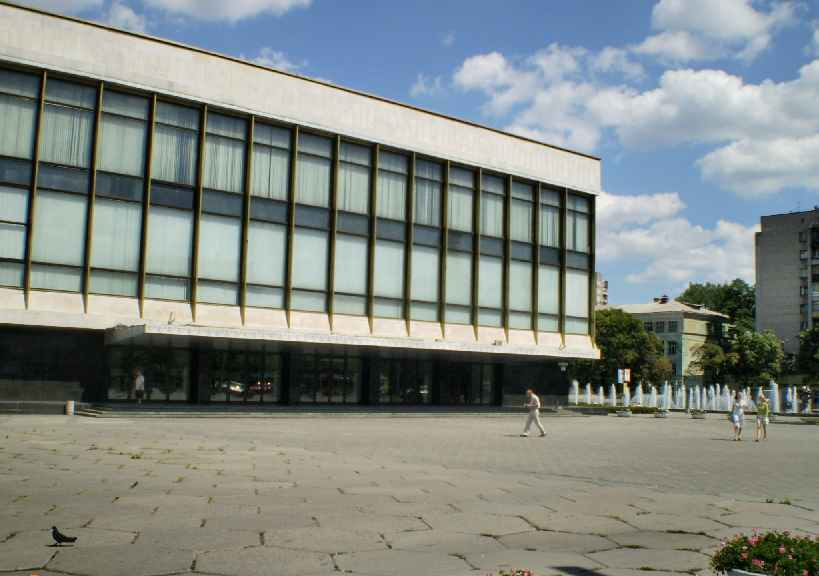
Оперний театр в Дніпрі
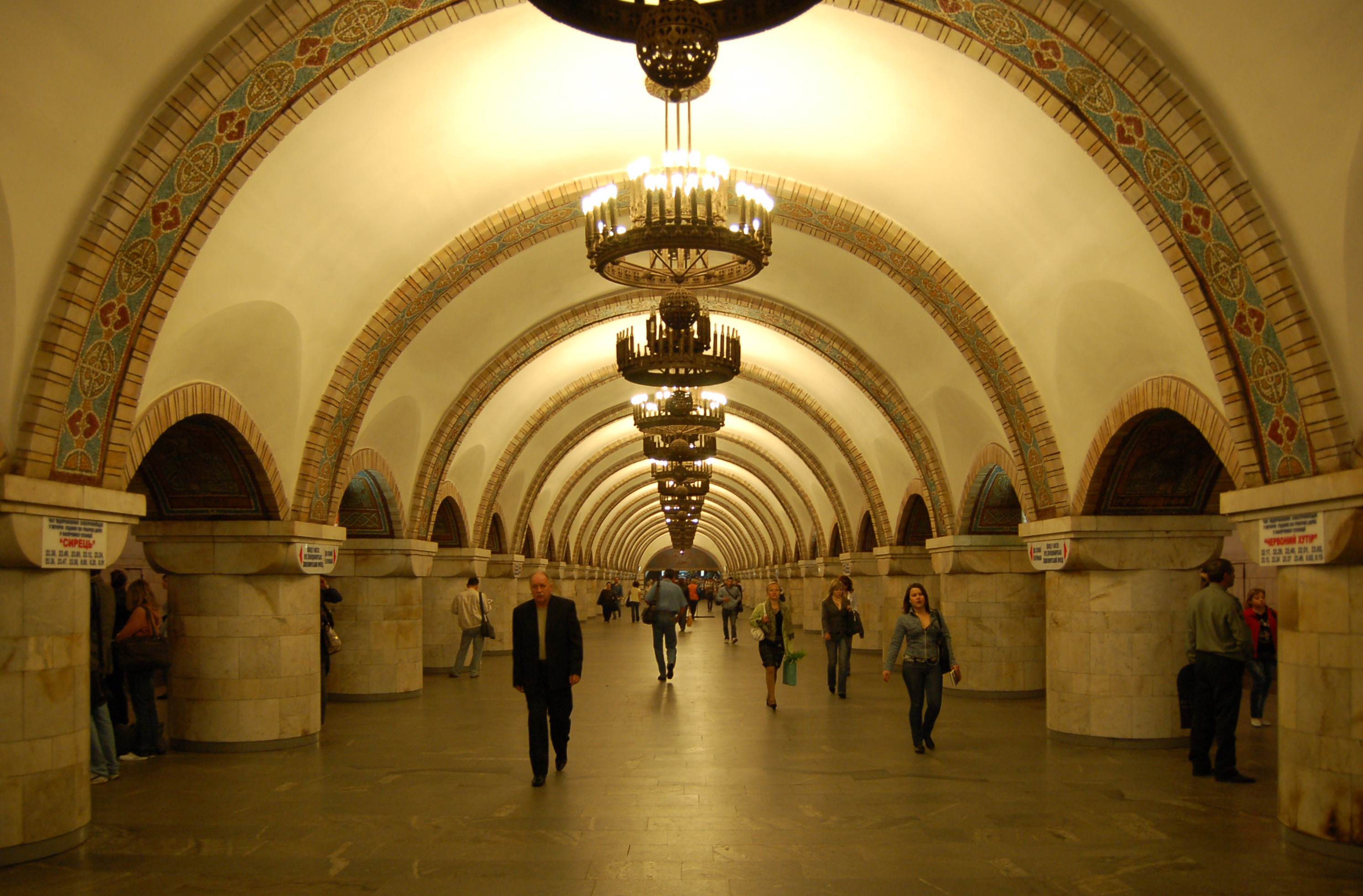
Станція метро «Золоті ворота»